# Individual Emotion
 (juillet 2022).
Si vous disposez d'ouvrages ou d'articles de référence ou si vous connaissez des sites web de qualité traitant du thème abordé ici, merci de compléter l'article en donnant les références utiles à sa vérifiabilité et en les liant à la section « Notes et références ».
Albums de Aya Kamiki
Are You Happy Now?
(2008)
Singles
Individual Emotion est le 4e album de Aya Kamiki, et le 1er sorti sous le label Avex Trax le 27 janvier 2010 au Japon.

## Présentation
Il atteint la 23e place du classement de l'Oricon. Il se vend à 7 283 exemplaires la première semaine et reste classé pendant 4 semaines, pour un total de 9 921 exemplaires vendus. Il contient son 1er single sous Avex Trax, W-B-X ~W-Boiled Extreme~. Il sort en format CD+DVD et 2CD. Il sort le même jour que sa compilation Aya Kamiki Greatest Best.

## Liste des titres
Aya Kamiki a écrit toutes les paroles sauf pour W-B-X ~W-Boiled Extreme~ qui a été écrite par Fujibayashi Shouko.
| 1.  | introduction ~INDIVIDUAL EMOTION~              | tasuku                          | 1:27 |
| 2.  | The Light                                      | Mizuno Shintaro, Hazama Chikara | 4:15 |
| 3.  | To-The-Attack                                  | Takada Junpei                   | 3:15 |
| 4.  | Empty                                          | Watanabe Miki                   | 4:24 |
| 5.  | Break my day                                   | SCHON, Aya Kamiki               | 3:58 |
| 6.  | Dear my...                                     | Kato Yusuke                     | 4:19 |
| 7.  | sokubaku Love                                  | Watanabe Kazunori               | 3:35 |
| 8.  | Clap Your Hands                                | Hara Kazuhiro                   | 3:10 |
| 9.  | 248 Mile                                       | Sasaki Osamu                    | 3:43 |
| 10. | I wish in your dreams                          | Hara Kazuhiro                   | 3:13 |
| 11. | W-B-X ~W-Boiled Extreme~ (Aya Kamiki w TAKUYA) | Naruse Shuhei                   | 3:18 |

| 1.  | Sekaijuu no Dare mo ga (世界中の誰もが) | Aika Ohno         | 4:31 |
| 2.  | I'm your side                           | Hitoshi Okamoto   | 3:19 |
| 3.  | Can't stop fallin' in Love              | Miki Fujisue      | 3:18 |
| 4.  | Crash                                   | Munetaka Kawamoto | 4:14 |
| 5.  | youthful diary                          | tark              | 3:54 |
| 6.  | Whenever you're gone Today              | Hitoshi Okamoto   | 3:43 |
| 7.  | It's a beautiful day                    | Hitoshi Okamoto   | 3:58 |
| 8.  | Ever So Sweet                           | Hitoshi Okamoto   | 5:14 |
| 9.  | Friends (フレンズ)                      | Aika Ohno         | 5:25 |
| 10. | ☆ShooBidooBiBa☆ (☆シュビドゥビバ☆)      | Daria             | 3:43 |

| 1. | The Light |  |